# Корейский институт аэрокосмических исследований
Корейский институт аэрокосмических исследований (англ. Korea Aerospace Research Institute, KARI) — агентство по космосу и аэронавтике Республики Корея. Основано в 1989 году. Является основным институтом Южной Кореи в области освоения космоса. Его основные лаборатории расположены в городе Тэджон.  Основной целью на текущем этапе является разработка и совершенствование ракеты-носителя KSLV. После вступления Республики Корея в IAE в 1992 году агентство занялось аэрокосмическими технологиями.

## Деятельность
Играет важную роль в отрасли. Институт является собственностью государства, с этим связан его особый статус. C 1999 года сотрудничает в исследованиях космоса с Корейской аэрокосмической корпорацией (KAI), которая занимается гражданским и военным авиа- и ракетостроением, разработкой и созданием спутников. Первоначально разработки в космической сфере являлись ответом на аналогичные в КНДР и проходили при технической поддержке США. В 2004 году подписано соглашение о сотрудничестве также и с российской стороной. Исследовательские лаборатории расположены в городе Тэджон, а именно — в специализированном научном городке Тэдок. Основной заказчик проектов — государство. Одним из проектов является разработка средств доставки спутников на околоземную орбиту — ракет-носителей. Институт обслуживает первый космодром Южной Кореи. Из последних проектов можно отметить проект создания спутника Ариран-1, а также разработки ракет-носителей KSLV-I и KSLV-II. 3 сентября 2016 года на ВЭФ-2016 во Владивостоке Госкорпорация «РОСКОСМОС» и Корейский институт аэрокосмических исследований (КАРИ) подписали Меморандум о взаимопонимании по активизации двустороннего сотрудничества в космической сфере.

### Ракеты-носители
KSLV-I или проект Наро — завершившийся проект института по созданию и совершенствованию двухступенчатой ракеты-носителя. Первая ступень - российская (на базе ракеты «Ангара»), вторая - южнокорейская. Первый пуск состоялся в 2009 году, второй - в 2010 году. Оба запуска оказались неудачными. Третий запуск ракеты-носителя «KSLV-1» был намечен на осень 2012 года, но был перенесён и состоялся 30 января 2013 года, что дало возможность КНДР опередить Южную Корею и стать 10-й космической державой 12 декабря 2012 года. Это был последний запуск в рамках проекта KSLV-I.
KSLV-II — перспективный проект создания следующей в семействе ракеты-носителя, имеющей три ступени национальной разработки. 21 июня 2022 года был осуществлён успешный пуск ракеты-носителя.

### Космодром
Для запуска собственных ракет-носителей в стране к 2009 году был сооружён космодром «Космический центр Наро», расположенный на острове Венародо в провинции Чолла-Намдо на юго-западе Корейского полуострова.

### Пилотируемая космонавтика
Южной Кореей была предпринята разовая национальная программа «Корейский астронавт». По программе были подготовлены два корейских астронавта и Ли Со Ён отправилась на Международную космическую станцию на российском корабле «Союз ТМА-12» 8 апреля 2008 года. По имеющимся сведениям, программа обошлась стране в 20 млн долларов.
Неоднократно[когда?] заявлялось[кем?], что в перспективе страна намерена организовать собственными силами национальную пилотируемая космонавтику, для чего предполагается создать центр подготовки астронавтов и разработать после KSLV-II более мощную ракету-носитель.

### Аэрокосмические исследования
При поддержке института разработаны спутники Ариран, COMS и STSAT. Также в институте ведутся разработки беспилотных летательных аппаратов, многоцелевых вертолётов и высотных дирижаблей.

### Лунная программа
В сотрудничестве с НАСА с 2016 года институт ведёт разработку собственной лунной программы. В рамках первой фазы конструируется демонстрационная автоматическая станция Данури (KPLO) для исследования Луны с её орбиты. На осень 2019 года, запуск планировался на лето 2022 года. Данури был запущен с космодрома Канаверал 5 августа 2022 года с помощью ракеты-носителя Falcon 9 компании SpaceX. Для экономии топлива зонд летел по огромной дуге через точку Лагранжа L1. 28 ноября 2022 года Данури передал снимки Земли и Луны которые он сделал в период с 15 сентября по 15 октября. 16 декабря (17 декабря по сеульскому времени) Данури выполнил первое из пяти включений двигателей и вышел на эллиптическую окололунную орбиту (109 км x 8920 км). Процесс выхода на круговую орбиту должен завершиться 29 декабря. Следующие включения двигателей должны были состояться 21, 23, 26 и 28 декабря.
Связь с KPLO поддерживается с использованием сети дальней космической связи NASA (а на этапе перелёта — и европейских центров космической связи), а также с собственной станцией связи KARI с 35-метровой антенной.
В сентябре 2023 года KARI опубликовал серию снимков Данури, демонстрирующих места посадки экспедиций «Аполлон-11» и «Аполлон-17».